# 植鰕虎
植鰕虎（学名：Fusigobius neophytus），又名短棘紡錘鰕虎魚，为鰕虎科植鰕虎屬下的一个种。